# Oowee
Oowee è un singolo del rapper statunitense Comethazine, pubblicato il 18 luglio 2018.

## Tracce
1. Oowee – 1:41